# Aglaophamus erectanoides
Aglaophamus erectanoides är en ringmaskart som beskrevs av Hartmann-Schröder 1965. Aglaophamus erectanoides ingår i släktet Aglaophamus och familjen Nephtyidae. Inga underarter finns listade i Catalogue of Life.